# Stellicomes bisphaerulifer
Stellicomes bisphaerulifer is een eenoogkreeftjessoort uit de familie van de Stellicomitidae. De wetenschappelijke naam van de soort is voor het eerst geldig gepubliceerd in 1986 door Humes.